# Benedetto Marcello
Benedetto Marcello (Veneza, 31 de julho de 1686 — Bréscia, 24 de julho de 1739) foi um compositor, escritor, advogado e magistrado italiano.

## Vida e trabalho

### Carreira jurídica
Benedetto Marcello veio de uma família veneziana de advogados, e por isso era óbvio que ele também estudou direito. Em 1711 ele foi eleito para o Conselho dos Quarenta; ele ocupou este cargo por 14 anos.
Em 1730, ele foi enviado como Provveditore (governador) da República de Veneza a Pola, na Ístria, na atual Croácia. Marcello, que já estava doente, sofreu com o clima de lá e sua saúde piorou tanto que ele teve que retornar a Veneza em 1737. Contudo, no ano seguinte ele foi transferido para Brescia como Camerlengo (Chanceler, Tesoureiro). Aqui ele morreu em 24 de julho de 1739 com 53 anos; o Papa ordenou um dia de luto.

### Benedetto Marcello como músico
Quando jovem, ele já havia publicado canções e sonatas. No entanto, como compor sempre só foi possível ao longo de sua carreira pública, ele sempre se referiu a si mesmo como um nobile Veneto diletante di contrappunto, ou seja, como um amante. H. Leigos da música. Finalmente, no entanto, ele retomou seus estudos de composição com Francesco Gasparini (1668–1727) e Antonio Lotti (por volta de 1667–1740).
Benedetto Marcello é vinculado a posição estética conservadora na música. No panfleto Il teatro alla Moda ele se opôs ao estilo de Scarlatti, acusando o estilo operístico da moda da época de não transmitir valores morais e sentimentos humanos.
O primeiro cenário do salmo italiano parafraseia L'Estro Poetico-Armonico trouxe fama Marcello, agora com 38 anos, por toda a Europa. O extenso trabalho de 50 palmas solo baseado em Girolamo Ascanio Giustiniani foi uma das primeiras tentativas de "canto solo arcaico". No total, esta obra consiste em oito volumes, de uma a quatro partes com baixo contínuo para órgão ou piano, alguns com violoncelo de obbligato ou dois violinos. Uma técnica composicional contrapontística bastante tradicional predomina neste trabalho. Mas muitas vezes muda inesperadamente com partes compactas, homofônicas, quase folclóricas. Essas configurações de salmos seguem o texto nos mínimos detalhes. 
Mestre da cantata solo, Marcello é um dos últimos representantes do grande e patético estilo de canto, que às vezes coloca pequenos dramas no quadro do gênero. Marcello também escreveu música de câmara magnífica, como sonatas para piano, violoncelo e flauta, bem como concertos instrumentais.

## Il teatro alla moda
Marcello teve menos sucesso como compositor de ópera. Ele pode ter desejado vingar-se desse gênero quando escreveu a sátira Il teatro alla moda em 1720. Nele critica os excessos do teatro, seus hábitos e seu esquematismo. A crítica, porém, dizia respeito apenas à aparência externa de um negócio de ópera que se tornara rotina. O despotismo do canto, a prima donna e o incômodo do castrato haviam se tornado tão predominantes que quase não havia margem para a música e os próprios compositores estavam cada vez mais acorrentados. É claro que os excessos desse sistema em termos artísticos e sociais também foram denunciados em outros lugares. Mas a sátira de Marcello trouxe o estado da ópera veneziana ao ponto.
Esse roteiro cultural e historicamente interessante não introduziu uma reforma da ópera; isso só aconteceu por meio da estética musical francesa e, com base em Marcello, por meio de Ranieri de' Calzabigi (1714–1795) e Christoph Willibald Gluck (1714–1787).

## Trabalhos
Além de numerosas obras sagradas, as obras completas de Benedetto Marcello também incluem 380 cantatas seculares e alguns concertos instrumentais. Arianna é uma de suas obras para o palco, que provavelmente foi estreada no inverno de 1726/27 no Salão do Cardeal Pietro Ottoboni em Veneza (outras apresentações seguiram-se em 1948 em Bolonha e em abril de 2010 no Teatro Estadual de Salzburg). As reimpressões logo necessárias de seus salmos foram depois euforicamente recomendadas por Giovanni Bononcini (1670–1747), Georg Philipp Telemann (1681–1767) e Johann Mattheson (1681–1764).
É difícil classificar Marcello estilisticamente na série desses compositores. Embora pareça influenciado pelo estilo de Antonio Vivaldi em seus concertos instrumentais, ele cultiva um estilo pessoal muito idiossincrático na música sacra.

## Curiosidade
Entre 1722 e 1723 Benedetto Marcello sofreu um acidente em uma igreja veneziana, pelo qual ele caiu dentro de um túmulo aberto. Depois desta ocorrência traumática o músico passou a dedicar sua música ao rigor religioso, escrevendo salmos, como os publicados em Estro Poetico Harmonico (1723–1727).

### Música Vocal

#### Oratórios
- La Giuditta (estreia em Veneza 1709?)
- Joaz (estreia em Veneza 1727?, Florença 1729)
- Il pianto e il riso delle quattro stagioni dell'anno per la morte, esultazione e coronazione di Maria Assunta em Cielo (UA Macerata 1731)
- Il trionfo della poesia e della musica nel celebrarsi la morte, e la esultazione, e la incoronazione di Maria sempre Vergine Assunta em Cielo (1733, sem apresentação confirmada)

#### Outras obras sagradas
- Estro poetico-armonico: parafrasi sopra li primi [e secondi] venticinque salmi (tradução: GA Giustiniani), 8 volumes (Veneza 1724-26)
- 9 missas para 3-8 vozes, incluindo Requiem em Sol menor
- 30 outras obras sagradas: 4 antífonas, 3 graduais, 1 hino, 1 lamentação de Jeremias (perdido), 1 lição para a Semana Santa (perdida), 2 Magnificats para 3-4 vozes, 5 Miserere, 8 motetos, 3 Ofertórios, 2 Salmos de Vésperas

#### Trabalhos de palco
- La morte d'Adone ( Serenata, UA Veneza 1710 ou 1729)
- La gara amorosa (Serenata, UA Veneza, aproximadamente 1710–1712?)
- Psiché (intreccio scenico musicale, libreto: Vincenzo Cassani, WP Veneza 1711/12?)
- Spago e Filetta ( Intermezzi à tragédia Lucio Commodo, estreia de Veneza 1719?)
- Le nozze di Giove e Giunone (Serenata), 2 versões: Nasce per viver (UA Viena 1725 no dia do nome de Carlos VI.), Questo é 'l giorno (versão mais curta, Viena 1716?)
- Calisto in orsa (Pastorale, Libretto: Carminati?, WP 1725?)
- Arianna (intreccio scenico musicale, libreto: Cassani, WP Veneza aprox. 1727)

#### Outras obras vocais seculares
- [12] Canzoni madrigalesche et [6] árie por câmera para 2-4 vozes op. 4 (Bolonha 1717)
- 380 cantatas (textos frequentemente do próprio Marcello) para 1 voz e baixo contínuo, 22 com cordas (incluindo Carissima figlia, Didone, Gran tiranno è l'amore, Percorelle che pascete, Senza gran pena )
- 81 duetos de câmara para 2 vozes e baixo contino, 2 com cordas (incluindo Timóteo, Clori e Daliso, Clori e Tirsi )
- 7 terts de câmara para 3 vozes e baixo contínuo
- 5 madrigais para 4–5 vozes

### Música Instrumental

#### Concertos e sinfonias
- 12 Concerti a cinque op. 1 (Veneza 1708)
- 5 concertos para violino, cordas e baixo contínuo (Ré maior, Ré maior, Ré maior, Mi bemol maior, Fá maior)
- Concerto em Fá maior para 2 violinos, cordas e cravo (1716/17)
- Concerto em Ré maior para flauta, cordas e cravo
- 7 sinfonias (Ré maior, Fá maior, Sol maior, Sol maior, Lá maior, Lá maior, Si maior)

#### Sonatas
- 12 sonatas para flauta e baixo contínuo op.2 (Veneza 1712)
- 6 sonatas para violoncelo e baixo contínuo “op. 1 "(Amsterdã aprox. 1732)
- 6 sonatas para 2 violoncelos ou viole da gamba e baixo contínuo “op. 2 "(Amsterdã aprox. 1734)
- Sonata em sol menor para violino e baixo contínuo
- Sonata em si bemol maior para violoncelo e baixo contínuo
- 4 sonatas para flautino e baixo contínuo (dó maior, sol maior, sol maior, sol menor; autenticidade duvidosa)

#### Cembalowerke
- 12 sonatas para cravo Op. 3? (Veneza aproximadamente 1712-1717)
- 35 sonatas e movimentos de sonata para cravo
- 4 minuetos ; Suíte de 30 Minuetos

### Publicações selecionadas
- Fantasia ditirambiva eroicomica (ou Volo Pindarico, 1708)
- Lettera famigliare d'un accademico filarmonico et arcade (1716)
- Sonetti: pianger cercai non già dal pianto onore (Veneza, 1718)
- Il teatro alla moda (Veneza 1720)
- A. Dio: Sonetti ... con altre rime, d'argomento sacro e morale (Veneza, 1731)
- Il divino Verbo fatto Uomo, o sia L'universale redenzione (pelo menos 21 Canti )